# Королевские сады (Вавель)

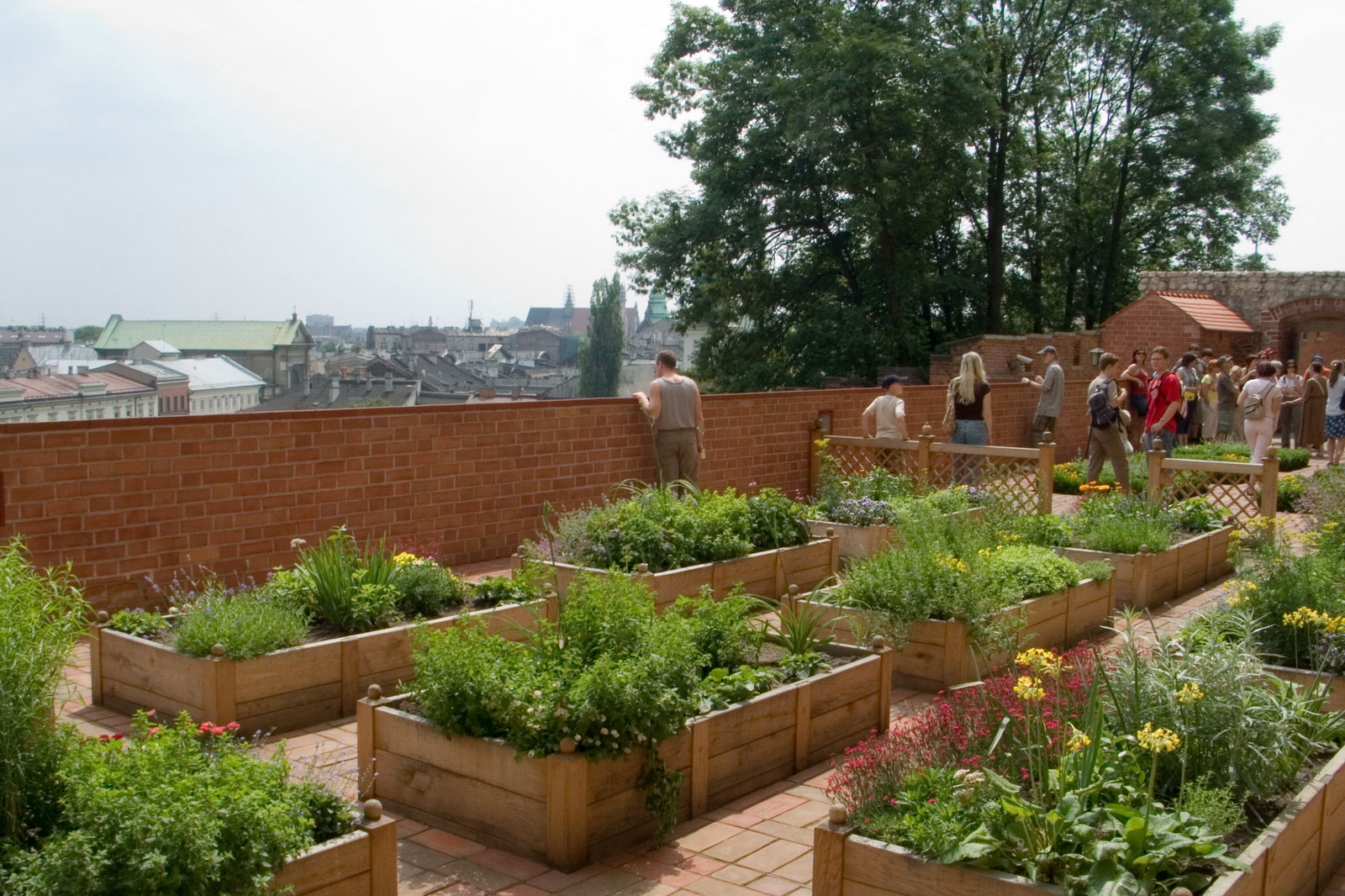
Экспозиция Королевских садов

Королевские сады (пол. Ogrody Królewskie) — бывший сад на территории Вавеля (Краков, Польша). В настоящее время на территории Королевских садов с 1990-х годов производятся археологические исследования и демонстрируется экспозиция, представляющая предполагаемый фрагмент Королевских садов.
Благодаря существующим историческим документам и археологическим артефактам считается, что в XVI веке между восточным крылом королевского замка и оборонительной стеной существовал сад. Предполагается, что сад был заложен в 1536 году. Сад разделялся на две части. За верхней частью, которая располагалась на оборонительной стене, ухаживала вторая жена Сигизмунда I Бона Сфорца. В этой части сада в специально изготовленных дубовых ящиках выращивались лекарственные и пахучие травы. Нижняя часть сада принадлежала королю. Нижний сад был разделён укреплёнными раствором кирпичными тротуарами, между которыми была размещена земля и посажены плодовые деревья. В этой части сада находилась беседка под названием «Рай», в которой отдыхал Сигизмунд I. В этой же части находился виноградники и птичник. Недалеко от оборонительной стены археологами была обнаружен кирпичный тротуар, ведущий в королевскую баню.
Королевские сады просуществовали до конца XVIII века. Во время Шведского потопа была разрушена королевская баня. На дальнейшее разрушение Королевских садов повлияло укрепление фортификационных сооружений, которые производились австрийскими властями в конце XVIII века. Первые попытки восстановить Королевские сады предпринимались в период между двумя мировыми войнами. Во время Второй мировой войны генерал-губернатор Ганс Франк построил на нижней части Королевских садов теннисный корт и бассейн, который просуществовал до 2004 года.
В настоящее время на нижней части Королевских садов производятся археологические работы. На верхней части для туристов обустроена экспозиция с дубовыми ящиками с различными растениями, представляющая верхнюю часть Королевских садов XVI века.